# Ellen Hall
Ellen Hall (Los Ángeles, 18 de abril de 1922-Bellevue, 24 de marzo de 1999) fue una actriz cinematográfica y televisiva estadounidense, activa principalmente en los años 1940.

## Biografía
Nacida en Los Ángeles, California, pertenecía a una familia dedicada a la actuación. Su abuela, May Hall, había sido una poco conocida actriz, que llegó a trabajar en un film mudo. Su padre, Emory Johnson, había sido actor de cine mudo de cierto éxito entre 1913 y 1922, y su hermano, Richard Emory, trabajó principalmente en producciones de género western. De su familia, solo su madre, Ella Hall, fue una actriz bien conocida. 
A los 8 años de edad Ellen Hall recibió su primer papel, sin créditos, en Sin novedad en el frente (1930). No recibió más papeles hasta 1941, año en el que intervino, también sin créditos, en The Chocolate Soldier (1941).
Su primera actuación acreditada llegaría con Outlaws of the Stampede, junto a Johnny Mack Brown, interpretando a la heroína. Trabajaría en tres producciones con Brown, además de colaborar con las estrellas cowboy William Boyd y Sunset Carson. Sería en westerns de serie B en los que conseguiría sus mayores éxitos. 
En 1944 trabajó con Bela Lugosi, John Carradine y Louise Currie en Voodoo Man. En 1946 trabajó con Bob Steele en Thunder Town, y en 1949 con Jimmy Wakely en Lawless Code, en el que sería su último papel en el cine.
Hall trabajó también en la televisión en los años 1950, en series como The Cisco Kid, retirándose finalmente en 1951. 
Tras ello se asentó en Bellevue, Nebraska, ciudad en la que residía en el momento de su muerte, ocurrida el 24 de marzo de 1999. Fue enterrada en el Cementerio Forest Lawn Memorial Park de Glendale (California).